# Transit (Album)
Transit ist ein Jazzalbum von Karl Berger. Die am 25. und 26. August 1986 im Grog Kill Studio, Willow, New York, entstandenen Aufnahmen erschienen als Langspielplatte 1987 auf Black Saint, als Compact Disc erstmals 2003 auf dem italienischen Label Jazzit Records.

## Hintergrund
Nach Bergers Europatournee und Alben mit seinem Woodstock Workshop Orchestra (New Moon, Live at Donaueschingen) arbeitete der Vibraphonist und Pianist in den folgenden Jahren u. a. mit Lee Konitz, Hozan Yamamoto, Steve Cohn und seiner Frau Ingrid Sertso; außerdem trat er 1984 auf dem World Music Meeting in Baden-Baden und Mainz auf (Again and Again, Again). Zwei Jahre später nahm er für Black Saint ein Trioalbum mit eigenen Kompositionen mit dem Bassisten Dave Holland und dem Schlagzeuger Ed Blackwell auf. Im April 1991 setzten die drei Musiker ihre Zusammenarbeit mit dem bei enja erschienenen Album Crystal Fire fort.

## Titelliste
- Karl Berger: Transit (Black Saint BSR 0092)[2]

1. Dakar Dance 4:49
2. Transit 6:34
3. Chimney Road 6:58
4. Ornette 3:56
5. Out There Alone 3:31
6. Drum First 6:46
7. We Change 5:49

Die Kompositionen stammen von Karl Berger.

## Rezeption
Nach Ansicht von Scott Yanow, der das Album in Allmusic mit viereinhalb Sternen auszeichnete, ist Karl Berger ein innovativer Vibraphonist, der im Laufe seiner Karriere seinen eigenen musikalischen Weg gegangen sei. Viele musikalische Stimmungen würden hier erforscht; es gebe ein Feature für Blackwell und auch ein Tribut-Stück für Ornette Coleman. Das Album sei empfehlenswert als hervorragendes Beispiel für Karl Bergers Inside-Outside-Improvisation.
In der Ausgabe des Penguin Guide to Jazz von 1994 zählten Richard Cook und Brian Morton zu Bergers bis dato besten Alben; „Dakar“ und der Titeltrack seien beide offenherzig und ausdrucksstark dargeboten. Auch Ian Carr hob dieses Album in seiner Auswahldiskografie im Rough Guide Jazz hervor; solch eine schnelle Jazzgesellschaft habe Bergers Geist auf wunderbare Weise konzentriert, lobte Carr.